# Harmonia
Pour les articles homonymes, voir Harmonia (Rio Grande do Sul).
Genre
Harmonia est un genre d'insectes coléoptères prédateurs de la famille des coccinellidés.

## Liste des espèces
Selon BioLib (4 mai 2024) :
- Harmonia andamanensis Poorani, 2023
- Harmonia antipodum (Mulsant, 1848)
- Harmonia areolata Bielawski & Chûjô, 1968
- Harmonia axyridis (Pallas, 1773) — Coccinelle asiatique.
- Harmonia basinotata Bielawski, 1964
- Harmonia bicolor (Blackburn, 1892)
- Harmonia boothi Ślipiński, Li & Pang, 2020
- Harmonia boulardi (Mulsant, 1850)
- Harmonia conformis (Boisduval, 1835)
- Harmonia coryphaea (Guérin-Méneville, 1844)
- Harmonia crucigera (Gyllenhaal, 1808)
- Harmonia decussata (Crotch, 1874)
- Harmonia deyrollii (Crotch, 1874)
- Harmonia dimidiata (Fabricius, 1781)
- Harmonia eucharis (Mulsant, 1853)
- Harmonia expalliata (Weise, 1907)
- Harmonia fijiensis (Sicard, 1929)
- Harmonia gilvella Fürsch, 2001
- Harmonia instabilis (Mulsant, 1850)
- Harmonia lapeyrousei (Boisduval, 1835)
- Harmonia manillana (Mulsant, 1866)
- Harmonia micra Ślipiński, Li & Pang, 2020
- Harmonia nagaii Miyatake, 1980
- Harmonia nigromarginata Bielawski & Chûjô, 1968
- Harmonia novaehebridensis (Korschefsky, 1943)
- Harmonia ocellata (Mader, 1955)
- Harmonia octomaculata (Fabricius, 1781)
- Harmonia oculata (Hoang, 1983)
- Harmonia ohlmusi Ślipiński, Li & Pang, 2020
- Harmonia pardalina (Gerstäcker, 1871)
- Harmonia problematica (Fürsch, 1963)
- Harmonia quadripunctata (Pontoppidan, 1763) — Coccinelle à quatre points
- Harmonia rugulosa Sicard, 1912
- Harmonia sedecimnotata (Fabricius, 1801)
- Harmonia shoichii Sasaji, 1988
- Harmonia testudinaria (Mulsant, 1850)
- Harmonia thonningii (Mulsant, 1850)
- Harmonia tobleri Ślipiński, Li & Pang, 2020
- Harmonia tricolor (Korschefsky, 1944)
- Harmonia vigintiduomaculata (Fabricius, 1792)
- Harmonia yedoensis (Takizawa, 1917)